# 邳彤
邳 彤（ひ とう、? - 30年）は、後漢の武将。字は偉君（いくん）。信都郡信都県（河北省衡水市冀州区）の人（『後漢書』列伝11・本伝）。光武帝の功臣であり、「雲台二十八将」の第27位に序せられる（『後漢書』列伝12）。烏合の衆の逸話（後述）で知られる。

## 略歴
| 姓名           | 邳彤 |
| 時代           | 新代 - 後漢時代 |
| 生没年         | 生年不詳 - 30年（建武6年）                                                                                         |
| 字・別号       | 偉君（字） |
| 本貫・出身地等 | 冀州信都郡信都県                                                                                                   |
| 職官           | 和成卒正〔新〕→和成太守〔劉秀〕 →後大将軍〔劉秀〕 →行大司空事〔後漢〕 →太常〔後漢〕 →少府〔後漢〕→左曹侍中〔後漢〕 |
| 爵位・号等     | 武義侯〔劉秀（後漢）〕→霊寿侯〔後漢〕                                                                              |
| 陣営・所属等   | 王莽→更始帝→光武帝（劉秀）                                                                                         |
| 家族・一族     | 子：邳湯 |

王莽のもとで和成卒正（新制における和成郡の太守のこと）を務めていたが、更始帝によって河北に派遣された劉秀を下曲陽に迎え、あらためて太守に任じられる。王郎が勢力を増し、これに降る郡国が多かったが、和成・信都は従わなかった。
更始2年（24年）、薊県から逃れてきた劉秀が信都を目指していることを聞き、部下に精兵二千をつけて護衛させ、信都で合流した。和成太守のまま後大将軍を拝命し、王郎の本拠の邯鄲を破ると武義侯に封ぜられた。
建武元年（25年）、代わって霊寿侯に封ぜられ、大司空の代行を務めた。劉秀が洛陽に入ると太常を拝命し、すぐ少府に転じた。同年、左曹侍中に移り、常に劉秀に従軍した。
建武6年（30年）、封国の霊寿に移る。同年逝去した。

## 人柄・逸話

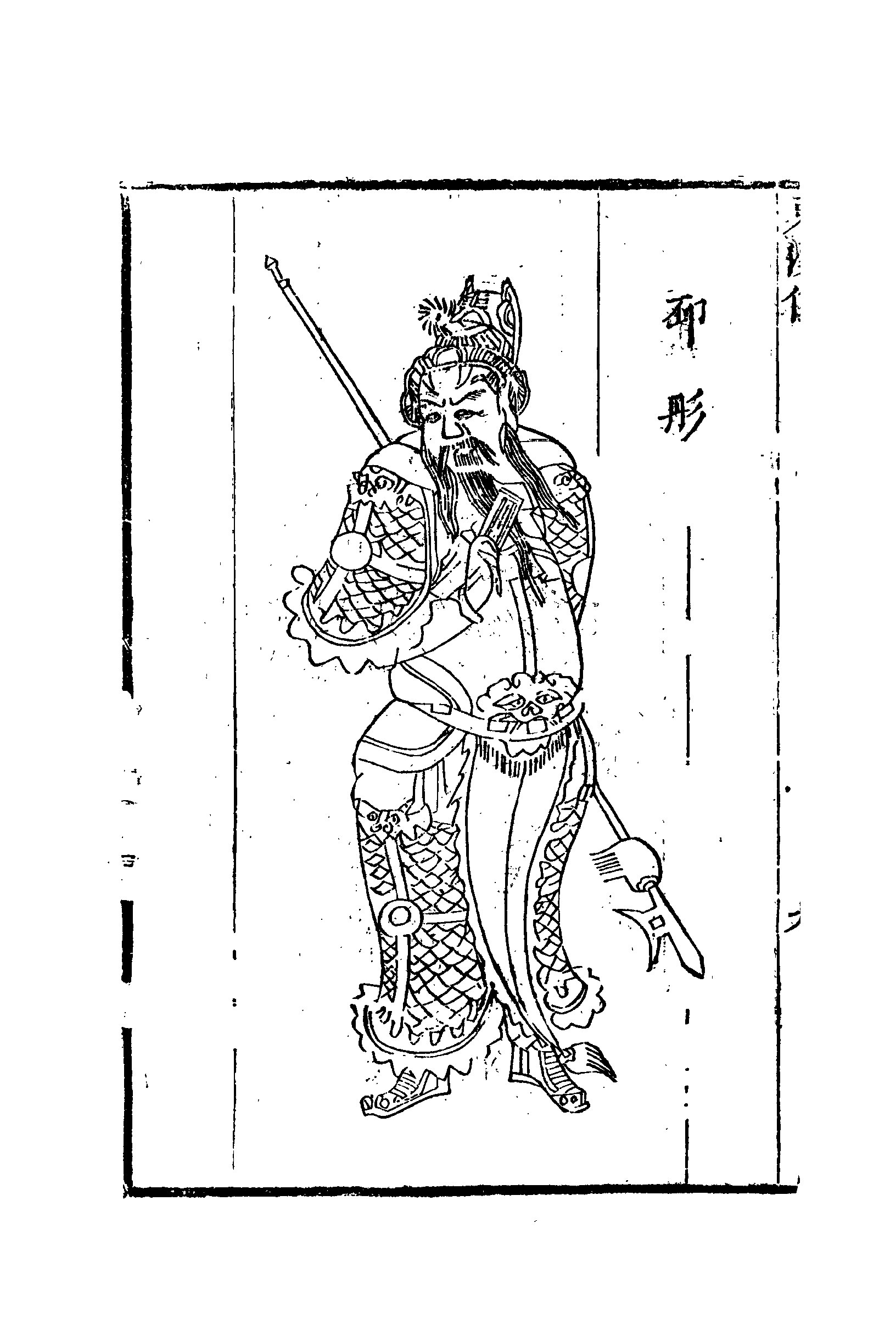
邳彤

- 劉秀が信都に逃れた時、信都の兵を借りて長安に帰還すべしとの意見が劉秀の幕僚の間で多数を占めていた。邳彤は「漢の再興は衆望です。王郎は烏合の衆を駆って燕・趙の地を震撼させましたが、明公が衆望に応じて王郎と闘えば必ず勝ち、これを無視して長安に向かえば河北を失い、三輔を動揺させ、威厳を損ないます。王郎を討たずに西進すれば、邯鄲の城民は敢えて父母を捨てて城主に背くこともなく〔勢力を保ち〕、信都の兵に明公を遠方まで送らせても離散してしまうでしょう」と論じて劉秀に容れられた。
- 王郎軍が信都で邳彤の父・弟・妻子を捕え、邳彤あてに「投降すれば封爵されるが、投降を拒めば族滅される」との手紙を書かせたことがあった。邳彤はこの件を劉秀に報告して「国家の大事を図る劉公に仕える身で、私事を思うことはできない」と応じぬことを告げて泣いた。たまたま劉玄軍の部将が信都の王郎軍を攻め、邳彤の家族は難を逃れた。